# Пат Спенс
Пат Спенс (англ. Pat Spence; 11 лютого 1898 — 22 листопада 1983) — колишній південноафриканський тенісист.
Здобув 14 одиночних титулів.
Перемагав на турнірах Великого шолома в змішаному парному розряді.
Завершив кар'єру 1936 року.

## Фінали турнірів Великого шолома

### Мікст (2 перемоги)
| Результат | Рік  | Турнір               | Покриття | Партнер       | Суперники                        | Рахунок       |
| --------- | ---- | -------------------- | -------- | ------------- | -------------------------------- | ------------- |
| Перемога  | 1928 | Вімблдонський турнір | Трава    | Елізабет Раян | Дафне Акгерст Джек Кроуфорд      | 7–5, 6–4      |
| Перемога  | 1931 | Чемпіонат Франції    | Ґрунт    | Бетті Натголл | Дороті Шеферд-Баррон Банні Остін | 6–3, 5–7, 6–3 |